# 色球菌属
色球菌属（学名：Persicimonas）是慢生单胞菌科的一属细菌。

## 下属物种
本属包括以下物种：
- 淤泥色球菌 Persicimonas caeni Wang et al. 2022[2]